# Pozsonyi Evangélikus Líceum
A Pozsonyi Evangélikus Líceum neves, 1606-1923 között működő evangélikus oktatási intézmény volt Pozsonyban. A szlovák irodalomtörténetben is jelentős szerepet játszott, az itt szerveződő szlovák diáktársaság fontos lépéseket tett a szlovák irodalmi nyelv fejlesztésére. 1991 óta újra létezik ilyen néven egyházi iskola.

## Története
A bécsi békeszerződés (Bocskai - Rudolf) engedélyezte a szabad vallásgyakorlatot a Magyar királyságban. Az újonnan megalakult pozsonyi evangélikus gyülekezet lelkészt és rektort is hívott magának a Német-római Birodalomból, hogy a városban megalapítandó iskolájukat vezesse. A rektor, Kilger Dávid 1606. december 9-én érkezett a felső-pfalzi Lauingenből Pozsonyba, és 1607 januárjában ünnepélyesen megnyílt a pozsonyi evangélikus iskola. Magyar, német és latin nyelven oktattak. 1682-ben újrakezdték az oktatást. 1714-ben Bél Mátyás lett az intézmény rektora, aki számos minőségi változtatást eszközölt az oktatásban. Javaslatára megvásárolták Gleichgross György lelkész könyvtárát.
Lang Mátyás (1622-1682) evangélikus lelkész is nagyban hozzájárult a könyvtár megalapozásához. 1724-ben újraalapították értékes könyvtárát. A könyvtár épületét 1783-ban Walch Mátyás tervei alapján építették, mely ma Nemzeti Kulturális Műemlék.

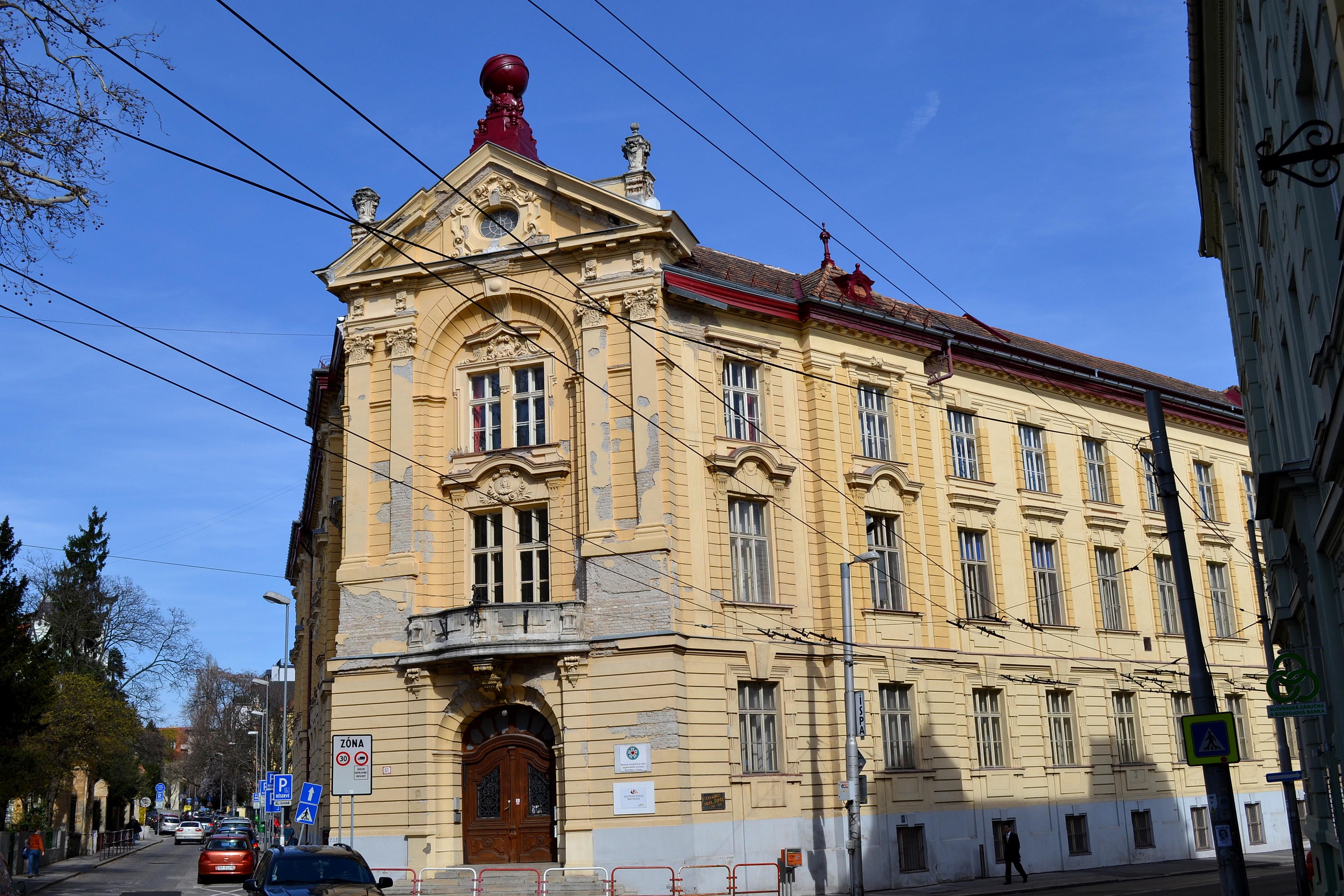
Az 1896-ban átadott épületben a Pozsonyi Német Iskola működik

Zay Károly evangélikus egyházi főfelügyelő nevéhez köthető Štúr elmozdítása a líceum szlovák tanszékének éléről. Történetét az 1880-as évekig Markusovszky Sámuel dolgozta fel. A pozsonyi evangélikus líceumban Magyarország értelmiségének számos tagja nevelkedett. Itt tanult egy időben többek között Jókai Mór is. Az intézmény 1896-ban az Alpár Ignác tervezte új épületbe költözött. Az épületben ma a Pozsonyi Német Iskola székel.
A csehszlovák államfordulat után külön német, illetve magyar tagozatból álló középiskolává alakult át.
2021-ben elkezdték a régi evangélikus líceum épületének felújítását.

### Igazgatói
- 1899-1905 Markusovszky Sámuel
- 1905-1923 Hirschmann Nándor

### Neves tanárai
- Benczur József (1728-1784) jogtörténész, evangélikus iskolaigazgató.
- Bilnitza Pál (1772-1834) evangélikus lelkész, püspök.
- Boleman István (1795-1882) a líceum igazgató-hittanára.
- Böhm Károly (1846-1911) filozófus, egyetemi tanár, az MTA tagja.
- Fabri István (1751-1817) tanár.
- Fuchs Albert (1808-1894) természettudományi író.
- Góbi Imre (1846-1927) főgimnáziumi tanár.
- Hamvas József (1871-1948) evangélikus lelkész, magyar-német szakos tanár, író.
- Hirschmann Nándor (1857-1930) gimnáziumi tanár, igazgató.
- Kámory Sámuel (1830-1903) tanár, orientalista és bibliafordító.
- Király József Pál (1810-1887) magyar pedagógus.
- Kováts-Martiny Gábor Pál (1782-1845) természettudós, fizikus.
- Kvacsala János (1862-1934) bölcseleti és teológiai doktor, dorpáti egyetemi rendes tanár.
- Lehr Zsigmond (1841-1871) műfordító, tanár.
- Lichner Pál (1818-1892) filológus, pedagógus, az MTA levelező tagja (1859).
- Markusovszky Sámuel (1851-1913) evangélikus líceumi igazgató, tanár.
- Márton Jenő (1862-1923) magyar irodalomtörténész, líceumi tanár.
- Michnay Endre Dániel (1804-1857) evangélikus líceumi tanár.
- Németh Sándor (1811-1865) líceumi tanár.
- Juraj Palkovič (1769-1850) tanár.
- Rumy Károly György (1780-1847) táblabíró, jogtanár, evangélikus lelkész, író, irodalomtörténész, mezőgazdász, polihisztor.
- Tobias Gottfried Schröer (1791-1850) drámaíró, tanár, evangélikus líceumi tanár, tanfelügyelő, iskolaügyi tanácsos, tankönyvíró.
- Schulek M. Gáspár (1788-1827) evangélikus lelkész, pozsonyi teológiai tanár.
- Serédi Lajos (1860-1925) filozófiatörténész, ágostai evangélikus főgimnáziumi tanár.
- Matej Daniel Ševrlay (1783-1840) szlovák esztéta, evangélikus líceumi teológiai tanár.
- Ľudovít Štúr (1815-1856) a szlovák nemzeti mozgalom vezetője, a szlovák irodalmi nyelv megteremtője.
- Szekcső Tamás (1830-1868) okleveles mérnök, tanár, dalszerző.
- Szép Rezső (1860-1918) tanár, botanikus, zoológus.
- Bohuslav Tablic (1769-1832) szlovák költő, evangélikus lelkész.
- Tamáskó István (1801-1881) orientalista, filológus, műfordító és szanszkritológus, evangélikus líceumi tanár.
- Johann Michael Tekusch (1764-1813) evangélikus gimnáziumi tanár, később lelkész.
- Tolnai Vilmos (1870-1937) nyelvész, irodalomtörténész, egyetemi tanár, a MTA tagja.
- Tomka Szászky János (1692-1762) evangélikus lelkész, történész, földrajztudós. Az első magyar történelmi atlasz szerkesztője.
- Tóth Sámuel (1838-1899) református teológiai tanár.
- Vojtkó Pál (1867-1909) evangélikus líceumi tanár, író, novellista.
- Wagner Lajos (1846-1917?) irodalomtörténész, nyelvész, főreáliskolai tanár.
- Zsigmondy Sámuel (1788-1833) tanár.

### Neves diákok

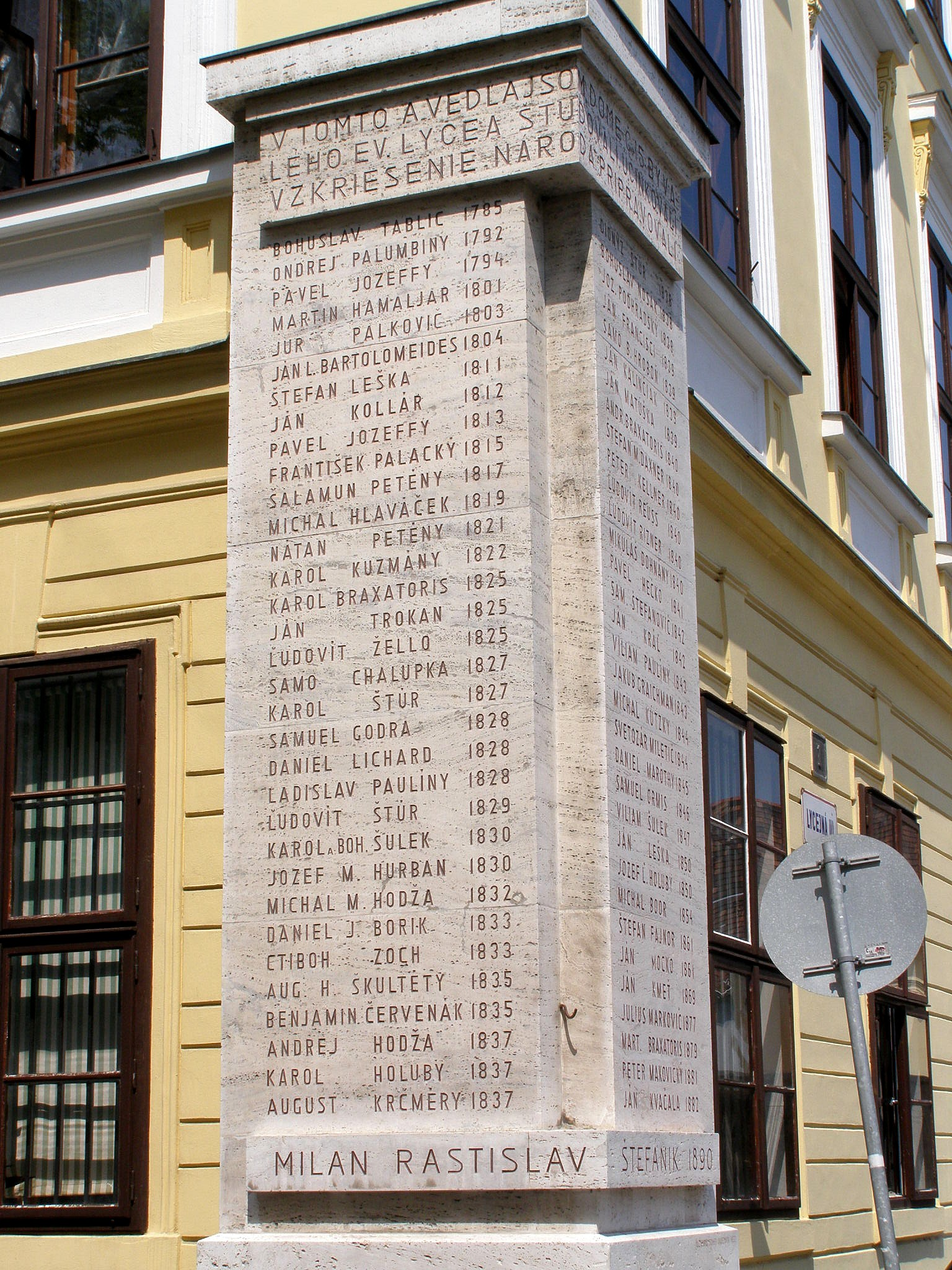
Emléktábla

| - Andersen György (1896-1975) magyar újságíró, költő, műfordító. - Bakos Mihály (1742 körül – 1803) magyarországi szlovén (vend) evangélikus lelkész, esperes, tanító és író. - Balogh Péter (1748-1818) császári és királyi belső titkos tanácsos, főispán. - Beliczay Elek (1839-1920) ügyvéd. - Beliczay Gyula (1835-1893) magyar vasútmérnök, zeneszerző, a Országos Zeneakadémia tanára. - Beöthy László (1826-1857) író, humorista. - Bielek Miksa (1833-1917) gépészmérnök, műegyetemi tanár. - Blaskovich János (1777-1855) evangélikus lelkész és tanár. - Conrad András (1724-1780) orvos. - Czech János (1798-1854) városi bíró, a Magyar Tudományos Akadémia tagja. - Czirbesz Jónás András (1732-1813) evangélikus lelkész, természettudós, költő, numizmata. - Csanády Gusztáv Adolf (1837-1914) vegyésztudor, mezőgazdász, gazdasági szakíró, tanár. - Csorba Géza ügyvéd, politikus. - Dióssy Imre (1866-1931) földbirtokos, országgyűlési képviselő. - Emresz Károly (1814-1891) orvos. - Engel János Keresztély (1770-1814) történetíró, erdélyi udvari kancelláriai fogalmazó. - Eöttevényi Olivér (1871-1945) ügyvéd, jogi és politikai író. - Ernst Zoltán (1892-1945) belgyógyász, egyetemi tanársegéd. - Fabriczy Gyula (1824-1854) ügyvéd. - Falaky Károly (1853-1887) magyar evangélikus lelkész. - Fáy András (1786-1864) író, politikus és nemzetgazda, a magyar reformkor irodalmi és társadalmi mozgalmainak egyik legtevékenyebb alakja. - Ján Francisci-Rimavský (1822-1905) szlovák költő, író, fordító, politikus, teológus és főispán. - Samuel Frätschkes (1802-1877) erdélyi szász evangélikus tanár majd lelkész. - Frecska Lajos (1841-1876) evangélikus lelkész. - Frideczky Ákos (1900–1974) mezőgazdász, főiskolai tanár, szakíró, fordító. - Fuchs Albert (1808-1894) természettudományi író. - Fülöp Zsigmond (1878-1940) művelődéstörténész, helytörténész, bankigazgató, lapszerkesztő, polgármester. - Füredy László (1794-1850) zenetanár, zeneszerző. - Galambos Zoltán (1894-1973) református lelkipásztor, lapszerkesztő, teológiai fordító. - Genersich János (1761-1823) történész, pedagógus. - Gesell Sándor (1839-1919) királyi főbányatanácsos és bányafőgeológus a Magyar Királyi Földtani Intézetnél. - Jakob Glatz (1776-1831) ágostai evangélikus lelkész. - Goldberger Márk (1879-1948 után) orvos, ideggyógyász. - Gödör Lajos (1800-1822) evangélikus tanító, költő. - Greguss Mihály (1793-1838) esztéta, evangélikus főiskolai tanár, író, filozófus. - Gyalókay Miklós (1891–?) főmérnök. - Hacker Ervin (1888-1945) jogász, egyetemi tanár. - Hajdu Marcell (1870-1936) politikus, ügyvéd, jogi író, hitközségi vezető. - Martin Hamaliar (1783-1835) egyházi író. - Hartner Nándor (1894-1975) politikus, 1933-1945 között Muraszombat polgármestere. - Holéczy Mihály (1795-1838) evangélikus lelkész és esperes. - Hollerung Károly (1841-1918) modori evangélikus főesperes-lelkész. - Jókai Mór - Kállay Kálmán (1890-1959) református lelkész, egyetemi tanár, sémi filológus, bibliafordító. - Ján Kollár (1793-1852) evangélikus lelkész, költő, esztéta, népdalgyűjtő, „nemzetébresztő”, a pánszláv testvériség ideológusa. - Korabinszky János Mátyás (1740-1811) tanár, könyvkereskedő, térképész. - Kotsmar Mihály (1698 k. - 1750 k.) magyarországi szlovén evangélikus lelkész és író. - Kováts-Martiny Gábor Pál (1782-1845) természettudós, fizikus. - Janko Kráľ (1822-1876) szlovák költő, a szlovák forradalmi költészet megalkotója. - Küzmics István (1723 k. - 1779) magyarországi szlovén evangélikus lelkész, tanító és vallási író. - Štefan Leška (1757-1818) evangélikus szuperintendens. - Daniel Gabriel Lichard (1812-1882) szlovák író, tanár, evangélikus lelkész, újságíró, kiadó, a szlovák szaknyelv megteremtője, Petőfi tanára. - Lichner Pál (1818-1892) filológus, pedagógus, az MTA levelező tagja (1859). - Lónyay Gábor (1805-1885) magyar politikus, országgyűlési képviselő, mezőgazdasági író. | - Majba János Vilmos (1865-1952) evangélikus lelkész. - Maróthy Jenő Rudolf (1895-1937) író, újságíró, fővárosi polgári iskolai tanár. - Michnay Endre Dániel (1804-1857) evangélikus líceumi tanár. - Mikoviny Sámuel (1698-1750) matematikus, mérnök, földmérő, tanár, a magyar térképészet megalapítója. - Mokry Endre (1827-1889) főmérnök és miniszteri osztálytanácsos. - Mokry Sámuel (1832-1909) magyar tanár, búzanemesítő. - Molitorisz Adolf (1801-1855) pedagógus, főgimnáziumi tanár, igazgató. - Molnár Ádám (1713-1780) orvosdoktor. - Munk Jakab (1846-?) orvosdoktor. - Munyay Antal Lajos (1787-1849) evangélikus teológiai tanár. - Nagy Imre (1822-1894) a Magyar Királyi Kúria bírája, a Magyar Tudományos Akadémia rendes tagja. - Németh Sándor (1811-1865) líceumi tanár. - Novák Dávid (18. század) szlovén költő. - Odörfer Kristóf György (1858-1901) főreáliskolai tanár. - Samuel Ormis (1824-1875) evangélikus lelkész, gimnáziumi tanár. - Pajor István (1821-1899) királyi tanácsos, megyei árvaszéki elnök, jogász, költő, műfordító. - František Palacký (1798-1876) cseh történetíró, politikus, író, szervezője, az ausztroszlávizmus hirdetője. A modern cseh történetírás atyja. - Pap Kálmán (1853-1934) honvéd-ezredes hadbiró, költő, író, jogi szakíró. - Pázmándy Dénes (1781-1854) közélelmezési felügyelő, 1848-49-ben megyei főispán és a főrendiház tagja. - Pettkó János (1812-1890) császári és királyi bányatanácsos, geológus a Magyar Tudományos Akadémia levelező tagja. - Podmaniczky Horác (1866-1938) statisztikus, műfordító, a Központi Statisztikai Hivatal könyvtárának vezetője. - Rát Mátyás (1749-1810) evangélikus lelkész, nyelvészeti író, az első magyar nyelvű hírlap szerkesztője. - Ráth Károly (1829-1868) történész, levéltáros, az MTA levelező tagja. - Reuss Sámuel (1783-1852) evangélikus lelkész, történész, néprajzkutató. - Sári Imre (1888-1954) komáromi református lelkész. - Schedius Lajos (1768-1847) német-magyar filológus az esztétika professzora, lapszerkesztő, térképszerkesztő, dramaturg, pedagógiai szakíró, a MTA tagja. - Tobias Gottfried Schröer (1791-1850) drámaíró, tanár, evangélikus líceumi tanár, tanfelügyelő, iskolaügyi tanácsos, tankönyvíró. - Schulek Károly Bogusláv (1816-1895) evangélikus lelkész, szakfordító. - Schwartner Márton (1759-1823) statisztikus, egyetemi tanár, táblabíró. - Sebestyén Jenő (1846-1897) jog- és államtudományi doktor, kereskedelmi akadémiai tanár. - Andrej Sládkovič (1820-1872) szlovák költő, irodalomkritikus, újságíró és műfordító. - Stromszky Ferenc Sámuel (1792-1861) a Dunáninneni evangélikus egyházkerület püspöke. - Milan Rastislav Štefánik (1880-1919) politikus, diplomata és csillagász, a szlovák történelem jelentős alakja. - Dionýz Štúr (1827-1893) szlovák botanikus, geológus és paleontológus, földtani intézeti igazgató. - Széki János (1879-1952) magyar kohómérnök, egyetemi tanár. - Szlancsik Pál (1894-1966) evangélikus lelkész, költő. - Szontágh Sámuel (1736-1822) a Tiszai evangélikus egyházkerület püspöke. - Sztranyavszky Sándor (1882-1942) politikus, országgyűlési képviselő, Nógrád és Hont vármegye főispánja, földművelésügyi miniszter. - Tamaskó István (1801-1881) orientalista, filológus, műfordító és szanszkritológus, evangélikus líceumi tanár. - Johann Michael Tekusch (1764-1813) evangélikus gimnáziumi tanár, lelkész. - Dimitrije P. Tirol (1793-1857) magyarországi szerb író, nyelvész, geográfus, festő. - Torkos János (1733-?) orvosdoktor. - Vanecsai Szever Mihály (1699 körül - 1750 körül) magyarországi szlovén evangélikus lelkész. - Wallaskay János (1709-1766) magyar orvos, alkimista. - Windisch Károly Gottlieb (1725-1793) pozsonyi magántudós, szerkesztő, Pozsony város szenátora, kapitánya és polgármestere. - Zsámbokréthy Lajos László (1844-1911) népművelő, evangélikus lelkész. - Zselló Lajos (1809-1873) evangélikus tanító, szlovák költő. - Zsigmondy Sámuel (1788-1833) tanár. - Zsivora György (1804-1883) magyar jogász, kúriai tanácselnök, az MTA tagja. |